# Daniel Blanxart i Pedrals
Daniel Blanxart i Pedrals (Olesa de Montserrat, 1884 - Barcelona, 19 de desembre de 1965) fou un enginyer industrial, eminent investigador olesà, renovador de l'ensenyament tèxtil i musicòleg. Fill del metge berguedà Antoni Blanxart i Grau, destinat a Olesa de Montserrat, i pare d'Eduard Blanxart i Pàmies (Terrassa, 1915 - Barcelona, 2014), d'Albert Blanxart i Pàmies (Terrassa, 1918 - Barcelona, 2003), de Ricard Blanxart i Pàmies (Terrassa, 1922 - Barcelona, 1958) i de Montserrat Blanxart i Pàmies (Terrassa, 1928). Era una persona que estimava profundament tot el que feia i ho investigava fins a obtenir-ne el màxim coneixement.
Va ser catedràtic a l'Escola d'Enginyers Industrials Tèxtils de Terrassa i professor a l'Escola Municipal d'Arts i Oficis de Terrassa, a l'Escola Industrial i a l'Escola de Belles Arts de Barcelona. Va ser el fundador i director del Laboratori d'Assaigs i Investigacions Tèxtils del Condicionament Terrassenc (1908), laboratori pioner a Espanya en l'especialitat tèxtil que va assolir des dels primers moments un gran prestigi i va esdevenir un veritable centre d'investigació, assessorament i control de qualitat al servei de la indústria tèxtil. Va fundar el [Laboratori Tèxtil de la Mancomunitat de Fabricants de Teixits de Catalunya] (1935) i la Biblioteca Tècnic-Tèxtil de l'Institut Industrial de Terrassa. En el camp professional va registrar diverses patents, entre les quals el dinamòmetre continu.

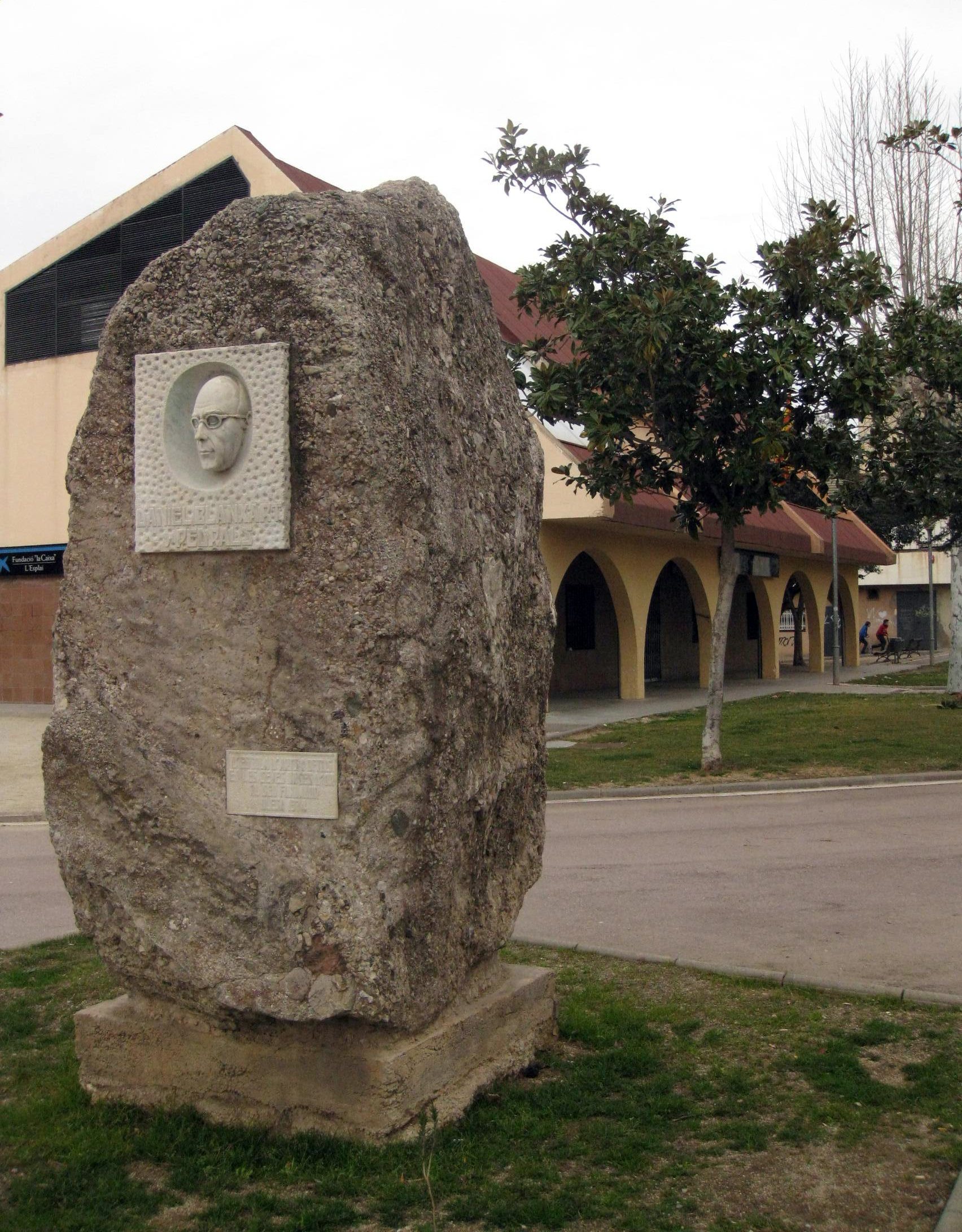
Monòlit a Daniel Blanxart Pedrals a Olesa de Montserrat feta per Amadeu Paltor Voltà

A Olesa de Montserrat hi ha un institut que du per nom IES Daniel Blanxart i Pedrals. A Terrassa, durant el curs 1972-73, s'aprovà la proposta que l'únic centre públic de la ciutat on s'impartien estudis de batxillerat (Instituto Mixto de Enseñanza Media) adoptara el nom d'Investigador Blanxart. Actualment és l'IES Investigador Blanxart. Al febrer de 1975 es va inaugurar un monument (monòlit) en la seva memòria, al Parc Municipal d'Olesa de Montserrat, obra de l'escultor local, Amadeu Paltor i Voltà.
La necrològica a La Vanguardia va afegir un article sobre la seva persona que porta per títol "Les aficions del Professor Blanxart" on es pot llegir: <...> "Blanxart era muy amante de la musica y por contraste del silencio —no hay música sin los silencios fecundos que acotan los compases. del silencio y la puntualidad; amoroso de los suyos, a quienes había contagiado aficiones y virtudes; fraterno con todos, maestro de maestros, d'una total y seductora sencillez." <...>

## La passió per la música
Daniel Blanxart va ser un reconegut musicòleg -en significat del seu temps-. Al llarg de la seva vida va reunir una extraordinària discoteca personal de més de 4.000 exemplars, una col·lecció significativa de rotlles de pianola i una significant recopilació de catàlegs discogràfics comercials molt rars. A la seva mort, tota la col·lecció va ser donada a la Biblioteca de Catalunya pels seus fills.
La Biblioteca de Catalunya va fer una exposició per mostrar la col·lecció Daniel Blanxart del 3 de febrer al 7 de març del 2015 que va dur per nom "Daniel Blanxart, la passió per la música". En paraules de la comissaria de l'exposició "la catalogació d'aquest conjunt de documents no només va posar al descobert una acurada selecció de les millors produccions de discos de 78 rpm i de rotlles de pianola editats fins als anys cinquanta del segle vint sinó que, a més, ens feu descobrir el món apassionant de l'evolució de la tècnica i de la discografia del seu temps."
En comparació amb les d'altres col·leccionistes catalans, la seva discoteca era, probablement, la més variada i ben dotada. El crític musical Artur Llopis en situa els inicis el 1912, alhora que en destaca els seus tresors, com unes Goyescas interpretades al piano pel seu autor, Enric Granados. En aquesta discoteca també es troben la major part de les obres editades per l'Anthologie Sonore, el projecte discogràfic de música antiga més ambiciós de la seva època, iniciat el 1933, o una edició limitada i numerada d'un disc de Mompou. La discoteca Blanxart és un exemple d'ordre i precisió, basat en un sistema propi de classificació visual. Usà la seva discoteca i programes de mà de concerts per a escriure a "Comentarios y poemas musicales".

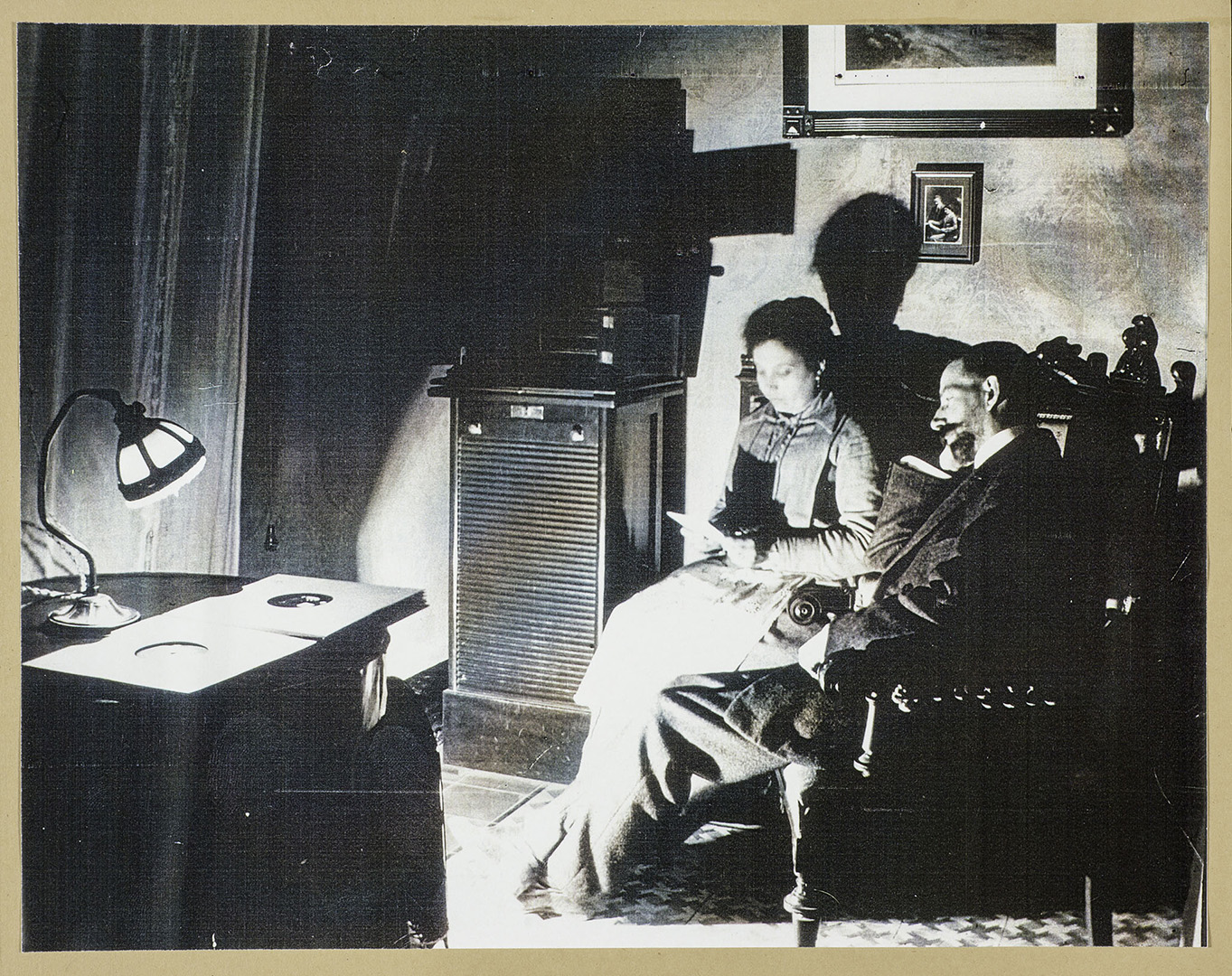
Fotografia del matrimoni Blanxart -Pàmies escoltant un disc al menjador de casa seva a Terrassa (1916)
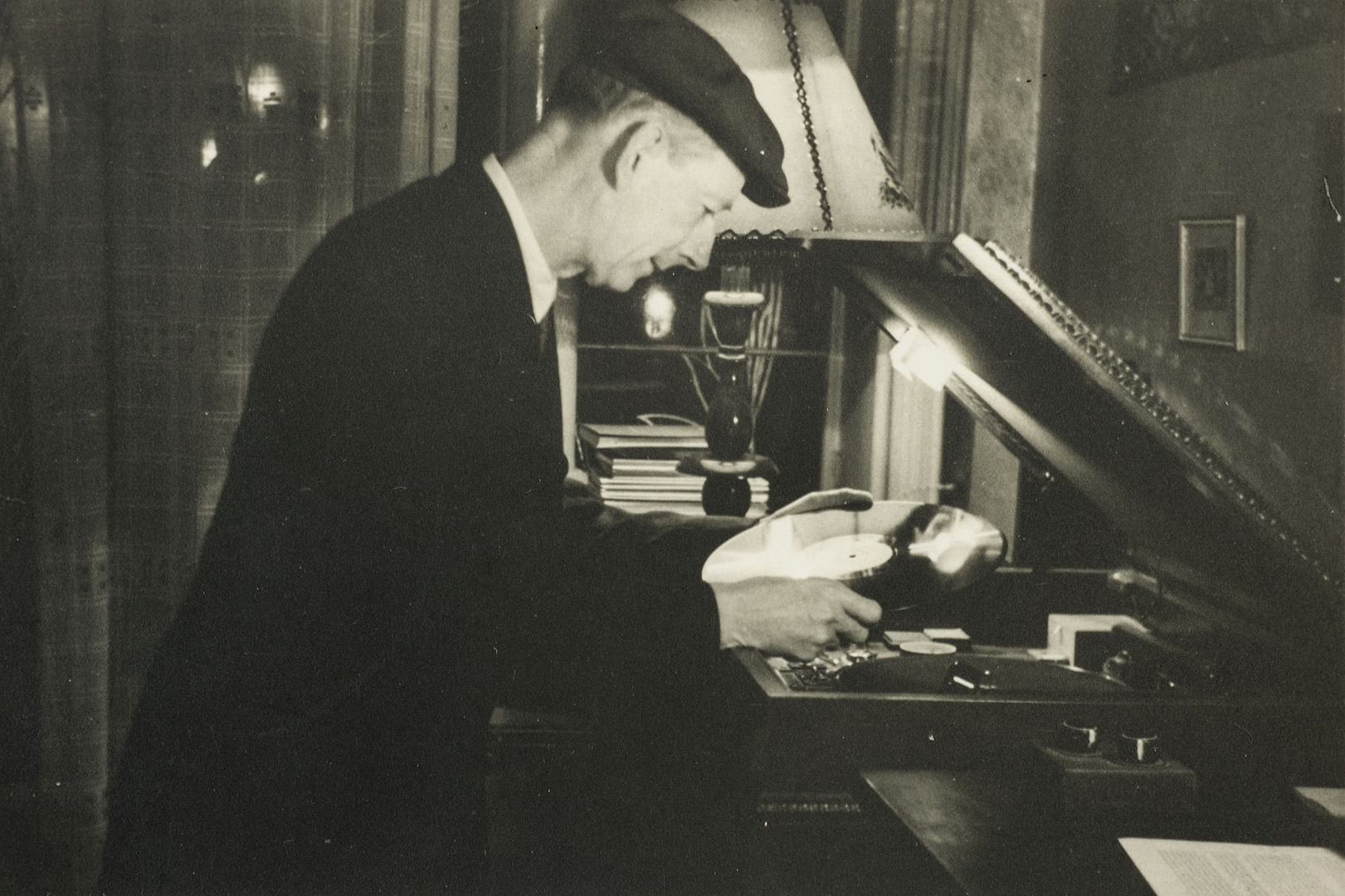
Fotografia de Daniel Blanxart i el seu gramòfon